# Tharaka-Nithi County
Tharaka-Nithi ist ein County in Kenia. Das County hat eine Fläche von 2609 Quadratkilometern und hatte eine Bevölkerung von 393.177 bei der Volkszählung 2019, es zählt damit zu den flächenmäßig kleinsten Counties des Landes. Die Hauptstadt ist Kathwana.

## Geografie
Tharaka-Nithi grenzt im Norden an Meru County, im Osten an Kitui County und im Süden an Embu County. Tharaka-Nithi besteht aus den drei Wahlkreisen Maara, Chuka und Tharaka.
Der Nationalpark Mount Kenya befindet sich zu Teilen in dem County.

## Klima
Tharaka-Nithi liegt in einem semiariden Gebiet. Die jährliche Niederschlagsmenge liegt zwischen 200 mm und 800 mm, wobei die Temperaturen zwischen der kalten und in der warmen Jahreszeit von 11 °C bis 26 °C variieren können.

## Bevölkerung
Die Mehrheit der Einwohner setzt sich aus verschiedenen Meru-Stämmen, wie den Tharaka, Mwimbi, Muthambi und Chuka, zusammen. Sie alle sprechen Kiimeru, die ethnische Sprache der Meru, sowie Swahili und/oder Englisch. Andere Völker, die in geringer Anzahl gefunden werden, sind die Kikuyu, Kamba, Embu, Borana, Somali sowie weitere ethnische Gruppen Kenias. Über 80 Prozent der in Tharaka-Nithi County lebenden Menschen sind Christen. Es gibt zudem Minderheiten von Muslimen und einige wenige Hindus.
2014 betrug die Fertilitätsrate 3,4 Kinder pro Frau. Die Alphabetisierungsrate betrug 84,1 Prozent bei Frauen und 90,5 Prozent bei Männern zwischen 15 und 49 Jahren.

## Wirtschaft
Landwirtschaft ist die wichtigste wirtschaftliche Aktivität für die Einheimischen. Es werden in kleinem Maßstab Hirse, Sorghum, Mais, Maniok und Gemüse angebaut. Das Gebiet ist auch auf Tee, Kaffee und Gartenbau angewiesen. Ebenfalls eine Rolle spielt die Fischerei.
2017 lag das BIP pro Kopf im County bei 169.141 Kenia-Schilling (ca. 3.377 Internationale Dollar) und belegte damit Platz 12 unter den 47 Counties des Landes.